# NGC 6850
NGC 6850 هي مجرة تتبع كوكبة المرقب. اكتشفها جون هيرشل في 9 يونيو 1836.

## روابط خارجية
- NGC 6850 على موقع ويكي سكاي: DSS2, SDSS, GALEX, IRAS, Hydrogen α, X-Ray, Astrophoto, Sky Map, Articles and images